# Mortierella capitata
Mortierella capitata är en svampart som beskrevs av Marchal 1891. Mortierella capitata ingår i släktet Mortierella och familjen Mortierellaceae.   Inga underarter finns listade i Catalogue of Life.